# Björnsjön (Jämshögs socken, Blekinge)
Björnsjön är en sjö i Olofströms kommun i Blekinge och ingår i Skräbeåns huvudavrinningsområde.